# Torneig de Wimbledon 2025
El Torneig de Wimbledon 2025, conegut oficialment com a Wimbledon Championships 2025, és una competició de tennis masculina i femenina disputada sobre gespa que pertany a la categoria de Grand Slam. La 138a edició del torneig es va celebrar entre el 30 de juny i el 13 de juliol de 2025 al All England Lawn Tennis and Croquet Club de Londres, Anglaterra.

## Resum
- L'italià Jannik Sinner va guanyar el quart títol individual de Grand Slam després de superar en la final l'espanyol Carlos Alcaraz, doble defensor del títol, en una repetició de la final disputada en l'anterior torneig de Grand Slam a Roland Garros amb resultat contrari. Per Alcaraz va representar la primera derrota en una final de Grand Slam en la sisena participació.[1]

- La polonesa Iga Świątek va guanyar el sisè títol de Grand Slam individual i va seguir comptant totes les seves finals de Grand Slam per victòries després de superar l'estatunidenca Amanda Anisimova. Aquest va ser el seu primer títol sobre gespa i va esdevenir el primer tennista polonès, masculí i femení, en guanyar a Wimbledon individualment. La victòria va ser per un doble 6 a 0, marcador que es va produir per tercera ocasió en una final de Grand Slam en la història del tennis. Per Anisimova va significar la primera final de Grand Slam.[2]

- La parella masculina britànica formada per Julian Cash i Lloyd Glasspool van guanyar el primer títol de Grand Slam del seu palmarès. També van esdevenir la primera parella britànica en guanyar a Wimbledon en l'Era Open ja que l'anterior parella ho van aconseguir l'any 1936, 89 anys després. En la final van derrotar l'australià Rinky Hijikata i el neerlandès David Pel, que van esdevenir la primera parella suplent en disputar una final de Grand Slam.[3]

- La parella femenina formada per la russa Veronika Kudermétova i la belga Elise Mertens van guanyar el primer títol de Grand Slam juntes. Per Kudermétova va ser el primer títol de Grand Slam del seu palmarès quan ja havia estat finalista a Wimbledon, mentre que per Mertens va ser el cinquè en la modalitat de dobles femenins i el segon a Wimbledon.[4]

- La parella formada per la txeca Kateřina Siniaková i el neerlandès Sem Verbeek van aconseguir el primer títol de Grand Slam en la modalitat de dobles mixts. Per Siniaková va ser l'onzè títol de Grand Slam, tots els anteriors en dobles femenins, i el quart títol a Wimbledon, mentre que per Verbeek va ser el primer títol de Grand Slam.[5][6]

## Campions/es

### Elit
| Categoria          | Campions/es                          | Finalistes                    | Resultat           |
| ------------------ | ------------------------------------ | ----------------------------- | ------------------ |
| Individual masculí | Jannik Sinner                        | Carlos Alcaraz                | 4−6, 6−4, 6−4, 6−4 |
| Individual femení  | Iga Świątek                          | Amanda Anisimova              | 6−0, 6−0           |
| Dobles masculins   | Julian Cash Lloyd Glasspool          | Rinky Hijikata David Pel      | 6−2, 7−6(3)        |
| Dobles femenins    | Veronika Kudermétova · Elise Mertens | Hsieh Su-wei Jeļena Ostapenko | 3−6, 6−2, 6−4      |
| Dobles mixts       | Kateřina Siniaková Sem Verbeek       | Luisa Stefani Joe Salisbury   | 7−6(3), 7−6(3)     |

### Júniors
| Categoria          | Campions/es                            | Finalistes                  | Resultat            |
| ------------------ | -------------------------------------- | --------------------------- | ------------------- |
| Individual masculí | Ivan Ivanov                            | Ronit Karki                 | 6−2, 6−3            |
| Individual femení  | Mia Pohánková                          | Julieta Pareja              | 6−3, 6−1            |
| Dobles masculins   | Oskari Paldanius Alan Ważny            | Oliver Bonding Jagger Leach | 5−7, 7−6(6), [10−5] |
| Dobles femenins    | Kristina Penickova Vendula Valdmannová | Thea Frodin Julieta Pareja  | 6−4, 6−2            |